# Madhuwan
Madhuwan (en népalais : मधुवन) est un comité de développement villageois du Népal situé dans le district de Sunsari. Au recensement de 2011, il comptait 7 706 habitants.